# 大休奇耶湖 (亞馬爾-涅涅茨自治區)
67°53′00″N 66°19′00″E / 67.8833°N 66.3167°E
大休奇耶湖（俄语：Большое Щучье озеро），是俄羅斯的湖泊，位於該國中北部亞馬爾-涅涅茨自治區，處於極圈烏拉爾山，長15公里、寬1公里，面積12平方公里，海拔高度185米，最大水深136米。